# Киевская Русь (мини-футбольный клуб)
«Киевская Русь» — мини-футбольный клуб из Донецка.
Главный тренер команды Алексей Соломахин.
Команда участвовала в чемпионате Украины по мини-футболу. В сезоне 2004—2005 годов заняла шестое место, в сезоне 2005—2006 годов заняла шестнадцатое место.Клуб был создан в 2004 году на базе спортивного общества «Динамо-Донбасс», мини-футбольная команда которого четыре раза участвовала в Международных турнирах среди полицейских команд, выиграв один из них — в июле 2004 года в Барселоне.
В сезоне 2004—2005 гг. «Киевская Русь» получила место в высшей лиге «в наследство» от макеевского «Титана» и, несмотря на статус дебютанта, сразу же показала отличные результаты, продержавшись в тройке лидеров почти весь первый круг. На весь сезон сил не хватило. «Русичи» закончили чемпионат на 6 позиции, также команда принимала участие в играх за Кубок Украины по мини-футболу.